# Gouarec
Gouarec is een gemeente in het Franse departement Côtes-d'Armor, in de regio Bretagne. De plaats maakt deel uit van het arrondissement Guingamp. Gouarec telde op 1 januari 2022 912 inwoners.

## Geografie
De oppervlakte van Gouarec bedroeg op 1 januari 2022 6,41 vierkante kilometer; de bevolkingsdichtheid was toen 142,3 inwoners per km².
De onderstaande kaart toont de ligging van Gouarec met de belangrijkste infrastructuur en aangrenzende gemeenten.

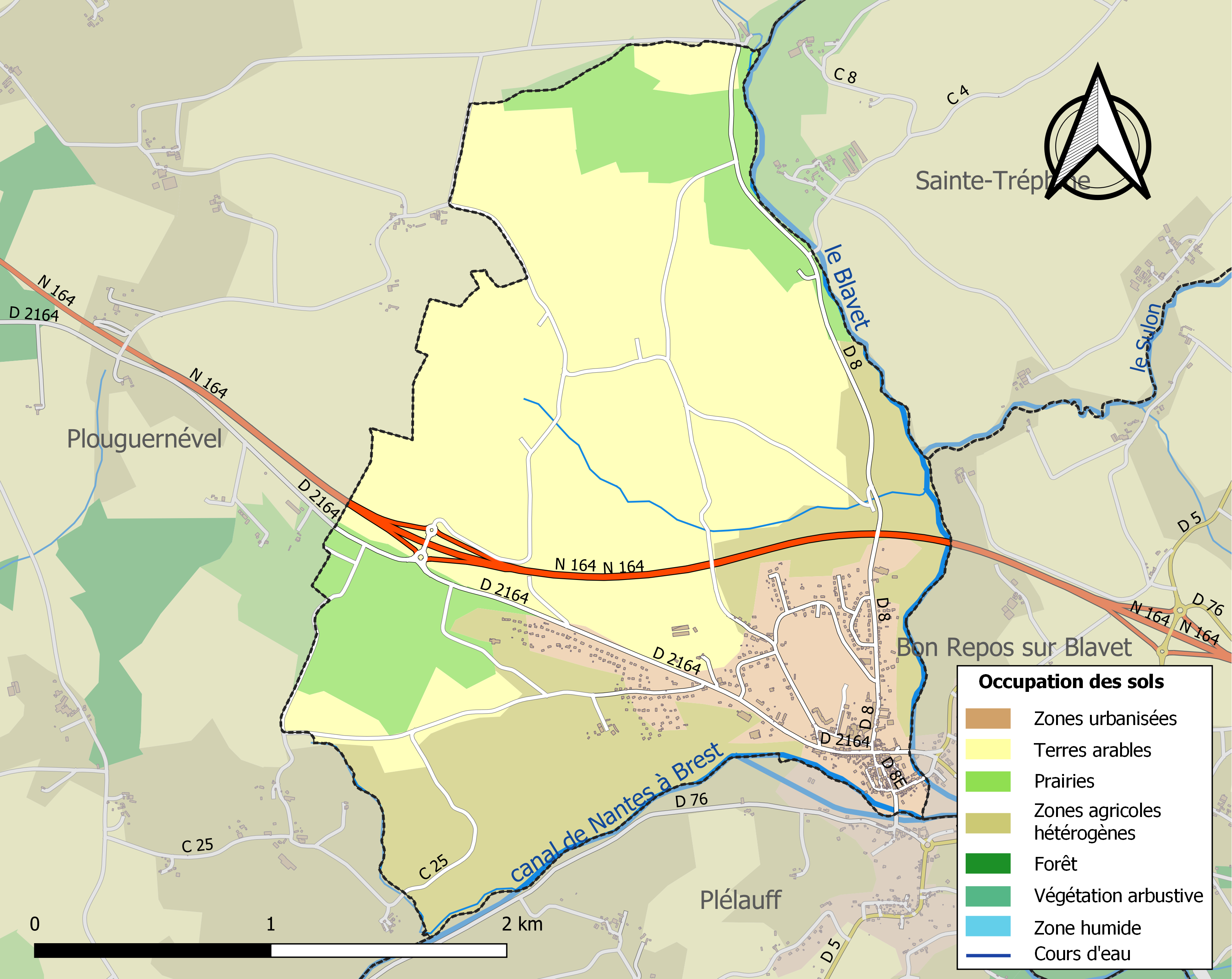

## Demografie
Onderstaande figuur toont het verloop van het inwonertal (bron: INSEE-tellingen).